# ميناء مرسى الحريقة النفطي
افتتح ميناء مرسى الحريقة البحري النفطي العام 1966 في مدينة طبرق، ليبيا وموقعه داخل خليج طبرق ويعد ميناء الحريقة من أهم الموانئ النفطية في ليبيا.هو ميناء لشحن البترول والمنتجات النفطية وفيه رصيفين لشحن النفط الخام المنتج من حقلي السرير ومسلة، وهو من أهم موانئ التصدير في ليبيا وله دور كبير بتصدير أول شحنة نفط خام بعد ثورة السابع عشر من فبراير 2011.